# Diairi

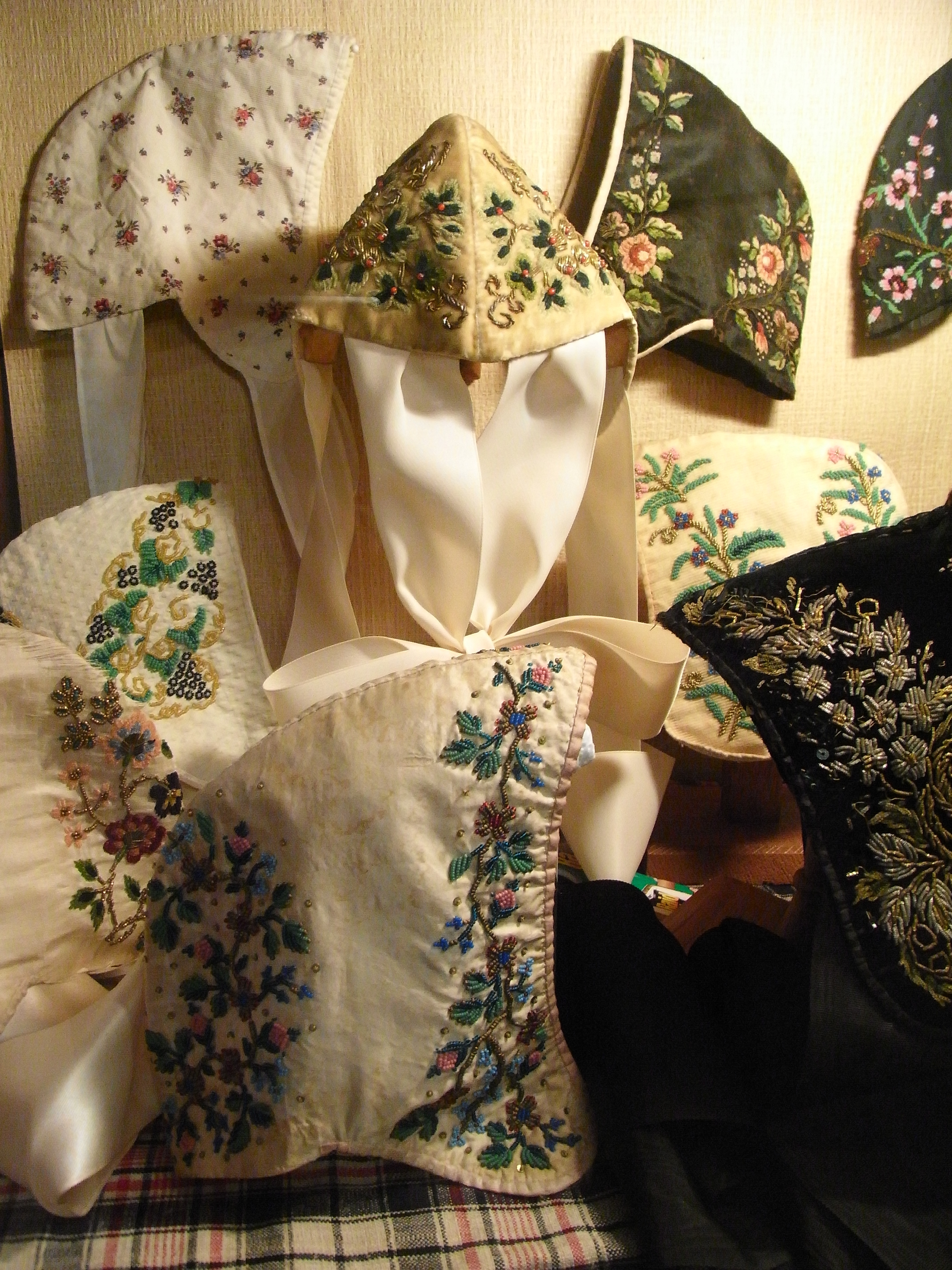
Coiffes du costume traditionnel du pays de Montbéliard, dites câles à diairi.

Le diairi est la coiffe féminine spécifique du costume du Pays de Montbéliard. 

## Origines
Bien qu'aujourd'hui intégré à la Franche-Comté, le Pays de Montbéliard a été pendant plus de trois siècles une principauté allemande luthérienne rattachée au duché de Wurtemberg. Un patrimoine et des traditions spécifiques s'y sont développés sous l'influence de l'Allemagne méridionale.
En effet, le linguiste Charles Contejean démontre dans son « glossaire du patois de Montbéliard », que « le fond de notre patois provient sans doute du langage des anciens Gaulois Rauraques et Séquanais, du latin et de l'allemand ». Ce fait est parfaitement illustré par les vocables qui désignent les garçons et les filles costumées : les garçons sont des bouèbes et les filles des diaichottes. Le premier mot vient de l'allemand Bube (garçon, particulièrement en Allemagne méridionale) et le second dérive de l'ancien français garcette, ancien féminin de garçon.
Quant au diairi, selon l'historien montbéliardais Émile Blazer, les coiffes les plus proches de ceux de Montbéliard se trouvent en Souabe, par exemple à Schonach im Schwarzwald ou à St. Georgen im Schwarzwald mais elles ont évolué différemment, ce qui fait du diairi montbéliardais un élément de costume entièrement spécifique.

## Costume traditionnel

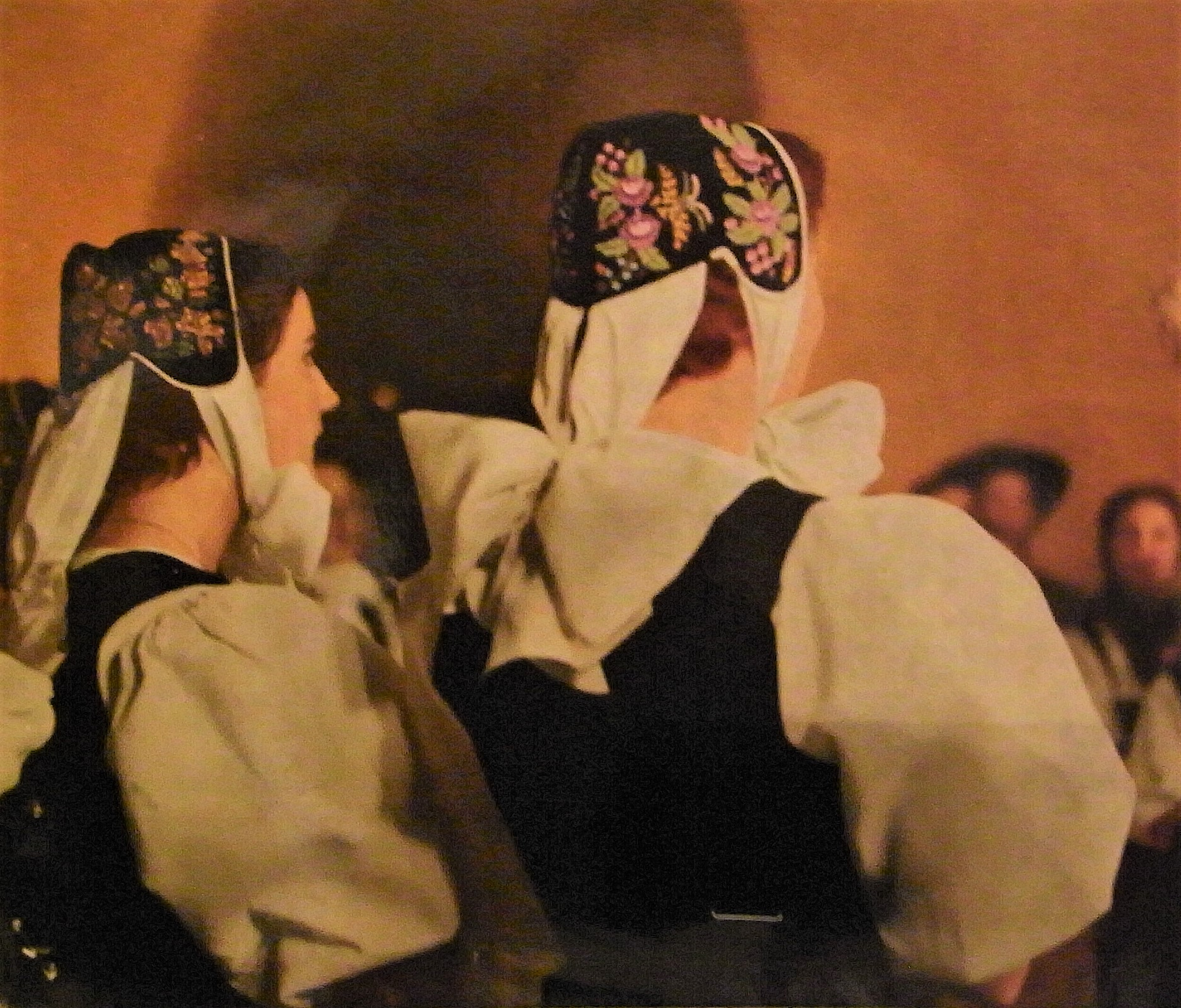
Femmes portant le diairi.

La tenue traditionnelle des femmes comportait une longue jupe de chanvre sombre, un tablier étroit, une chemise en lin blanc sans col aux manches très larges et bouffantes serrées au dessus du coude, un corset de toile ou de velours noir et une coiffe dite câle à diairi (ce qui signifie étymologiquement cale à chignon), ou plus simplement aujourd'hui diairi. La plupart des étoffes et textiles utilisés étaient produits sur place.
La coiffe richement brodée et parée de petites perles est la principale fantaisie dans un costume par ailleurs sobre.

## Description et fabrication du diairi
Le diairi est composé d'un petit calot porté sur le haut de la tête et couvrant partiellement un chignon bas et les deux oreilles, et d'un ensemble de 4 rubans dont 2 partent des oreillettes et se nouent sous le menton tandis que les 2 autres forment un gros nœud qui cache la nuque. Il semble qu'à l'origine les deux premiers rubans ne se nouaient pas sous le menton mais au-dessus de la tête : leur raison d'être initiale était donc purement ornementale.
Le diairi peut être en velours, en satin ou en soie. Sa couleur dépend des circonstances : blanc pour les enfants, les fiançailles et les mariages, coloré pour les femmes, noir pour les périodes de deuil. Sa décoration très complexe est faite de broderies incorporant de très petites perles (de 5000 à 10000 par coiffe), de la canetille (fil ressort de métal) or ou argent, des « miroirs » et des chenillettes (fils de velours de soie), selon des motifs traditionnels tels que fleurs, grappes, épis de blé. Les deux côtés en sont symétriques mais inversés. La cale faisait la fierté de sa propriétaire et sa richesse de décoration reflétait la richesse de la femme qui la portait.
Une coiffe nécessite au minimum 200 heures, parfois 400 heures, de broderie. La calière (brodeuse) marque chacune de ses réalisations de ses initiales, sur sa doublure de la coiffe.

## Situation actuelle

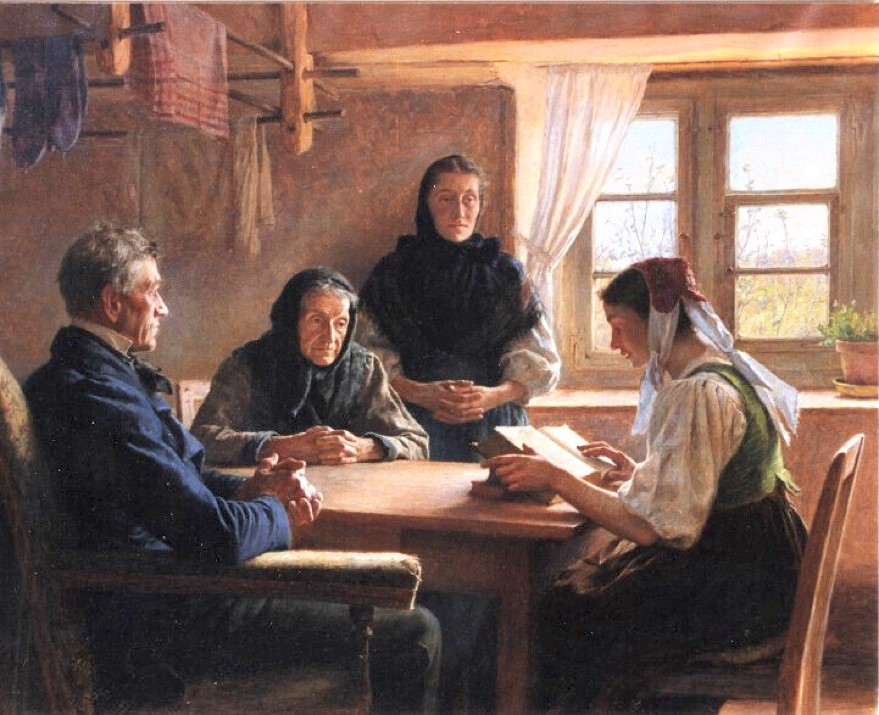
Scène de lecture de la Bible familiale au Pays de Montbéliard, par Georges Bretegnier, 1890.

Le diairi et le costume traditionnel ont connu un regain d'intérêt au XIXe siècle car ils revêtaient un caractère identitaire pour les protestants du Pays de Montbéliard confrontés à l'arrivée massive de nouveaux habitants catholiques en provenance des régions avoisinantes, attirés par le développement de l'industrie dans la vallée du Doubs autour de Montbéliard. Puis ils sont tombés en désuétude dès le début du XXe siècle.
En 1991, l'office du tourisme de Montbéliard a lancé un atelier de brodeuses de câles à diairi afin de perpétuer la tradition.
Depuis 1958, une chorale qui chante en costume des airs traditionnels du Pays de Montbéliard a pris pour nom « le Diairi »,.

## Source
- Émile Blazer, La diaichotte et le bonnet à diairi, Montbéliard, Imprimerie montbéliardaise, 1932, 52 p.